# Seliški Vrh
Seliški Vrh är en bergstopp i Kroatien.   Den ligger i länet Lika, i den centrala delen av landet, 110 km söder om huvudstaden Zagreb. Toppen på Seliški Vrh är 1 279 meter över havet.
Terrängen runt Seliški Vrh är huvudsakligen lite kuperad. Runt Seliški Vrh är det mycket glesbefolkat, med 3 invånare per kvadratkilometer. Närmaste större samhälle är Jezerce, 6,9 km öster om Seliški Vrh. I omgivningarna runt Seliški Vrh växer i huvudsak blandskog.